# Balogh Béni
Balogh Béni (Nekézseny, 1922. augusztus 1. – Siófok, 2000 július 22.) magyar író, pedagógus, mondagyűjtő.

## Élete
1922-ben Nekézsenyben született. Itt élt 1935-ig. A szülei jómódú parasztok voltak, akik a fiukból is gazdálkodót akartak nevelni. Ő azonban tanulni vágyott, így jutott el a sajószentpéteri polgári iskolába. Ezután Sárospatakon tanult tovább a Református Tanítóképzőben, ahol népiskolai tanítói oklevelet szerzett.
A 2. világháborúban 1943-tól katonaként szolgált. 1945 májusában szovjet hadifogságba esett, ahonnan 1946 végén szabadult. 1947-ben a Miskolci Gazdaképző Iskola tanítója lett. Ezután a Budapesti Pedagógiai Főiskola magyar-történelem szakára került, de nem államvizsgázhatott, mert a szüleit kuláknak nyilvánították. Ezután különböző gyárakban dolgozott, mint segédmunkás. 1957-ben rehabilitálták, így államvizsgát tehetett Szegeden, és megkapta tanári diplomáját. Tanított Ózdon, Délegyházán, Pilisborosjenőn, majd egészen 1983-ig, nyugdíjba vonulásáig Budapesten tanárként és könyvtárosként dolgozott.

## Munkássága
1941-től írt, publikált, művei rendszeresen megjelentek különféle napilapok gyermekrovataiban, a Pajtásban, és a Dörmögő Dömötörben, valamint a Kisdobosban, melynek évekig külső munkatársa volt.
Az alkotásaiban szülőföldjén, Észak-Magyarországon játszódó történelmi eseményeket elevenít meg. Első sikerét az 1958-ban megjelent Gyöngyhúrú citera című regénye hozta meg. Önéletrajzi ihletésű művei: a Vadócok a Bükkben (1984) és a Szivárvány a Sajó felett (1987) gyermekkora élményeinek állítanak emléket. Az ifjúságnak főként elbeszéléseket, mondákat, regényeket, meseregényeket írt.

## Művei
- Gyöngyhúrú citera (meseregény, 1958)
- Éleskővár kincse (bükki mondák, 1971)
- Vidróczki a nevem! (életrajzi regény, 1979)
- Szépen szálló sólyommadár (mesék, mondák, históriák, 1981)
- Vadócok a Bükkben (önéletrajzi regény, 1984)
- A rablólovag aranyai (regék, mondák, 1986)
- Szivárvány a Sajó felett (ifjúsági regény, 1987)
- Omló bástyákon hulló csillagok (mondák, regék, históriák, 1990)
- A hét oroszlán vára (mesegyűjtemény, 1992)
- A Vadkörtefa királyfi (mesék, 1992)
- Vártornyok és harangok (Balassagyarmat, 1993)
- Csatára fel! (ifjúsági regény, 1994, 1998)
- Magyar királymondák (1994, 1998, 2007)
- A hóförgeteg lovasa (mondák, 1999)
- Balogh Béni: Magyar regék és mondák (2006)

## Kitüntetései
- Szocialista Kultúráért (1982)
- Pedagógus Szolgálati Emlékérem (1983)

## Balogh Béni Irodalmi Emlékhely
2006. szeptember 26-án nyílt meg Nekézsenyben, a régi iskola épületében a Balogh Béni Irodalmi Emlékhely, ahol az író könyvei mellett fényképek, személyes tárgyak idézik fel alakját.